# ガラメキ温泉
ガラメキ温泉は、かつて群馬県北群馬郡榛東村の国有地にあった温泉。「がら女き」や「我楽目嬉」とも表記された。

## 概要
1902年（明治35年）発行の「伊香保温泉場名所案内」によると仲哀天皇が発見し、阿蘇山館や富士見館などの旅館は夏季には賑わったということが記されている。榛東村役場の温泉源泉台帳には、1974年（昭和49年）の群馬県衛生研究所の検査報告として、泉温30.5℃、無色透明、クロルソーダ・硫酸・塩水を含有しているとあるが、1999年（平成11年）に温泉源泉台帳からは抹消されている。同台帳には1898年（明治31年）に地元住民5名により相馬温泉組合を設立、御料地を借り受け開発したと記されているが、源泉近くの碑には1888年（明治21年）の年号が記されており、それ以前から利用されていたようである。第二次世界大戦後の1946年（昭和21年）、相馬ヶ岳山麓一帯が相馬原駐屯地として接収され、温泉施設は立ち退きを余儀なくされた。旧組合員による復活陳情活動が行われたが、叶わないまま今日に至っている。現在はわずかに石垣が残り、ヒューム管から源泉が沸いている。